# Closterocerus hyperion
Closterocerus hyperion är en stekelart som först beskrevs av Graham 1963.  Closterocerus hyperion ingår i släktet Closterocerus, och familjen finglanssteklar. Arten är reproducerande i Sverige.